# Yoshi Kawasaki
Yoshi Kawasaki es un actor y director pornográfico gay japonés. A lo largo de su carrera ha aparecido en decenas de películas pornográficas y ha trabajado para productoras como UKHotJocks, Fuckermate, Blakemason, Boynapped, BravoFucker, PigBoyRuben y MyDirtiestFantasy.

## Vida y carrera
Yoshi nació y creció en Japón, desarrollando desde temprana edad un interés por la pornografía fetichista, lo que le inspiró a trabajar como actor pornográfico.
En 2011 se mudó a Redondo Beach, en California, Estados Unidos, donde cursó estudios de inglés. En 2013 se mudó a Londres, donde hizo su debut en la industria pornográfica bajo la productora UKHotJocks. En 2020, durante la pandemia de Covid-19, Yoshi se mudó de nuevo a Japón, donde fundó su propia productora.

## Polémicas
Tanto Yoshi Kawasaki como su compañero de escena Axel Abyse fueron el centro de una fuerte polémica en redes, cuando ambos grabaron una escena pornográfica con la dominatrix de género fluido Mistress Kinako, siendo acusados de ser actores gay-for-pay. Si bien Axel afirmó ser abiertamente pansexual, Yoshi defendió que él era simplemente un hombre gay, y sólo vio esa escena como un trabajo. Para Yoshi estas quejas vinieron a raíz de la normatividad presente en la industria pornográfica y la rigidez del concepto que muchas personas tienen entorno a la homosexualidad, especialmente en Japón.

## Filmografía
| Año  | Título                                                                 | Distribuidora      |
| ---- | ---------------------------------------------------------------------- | ------------------ |
| 2014 | Boss.II                                                                | UK Hot Jocks       |
| 2014 | Yoshi Kawasaki                                                         | ukhotjocks.com     |
| 2015 | BOSS.II BTS Bonus                                                      | ukhotjocks.com     |
| 2015 | Gorgeous Japanese Student Yoshi                                        | blakemason.com     |
| 2015 | Hector and Yoshi [interracial-action]                                  | fuckermate.com     |
| 2015 | Hot Spotter                                                            | ukhotjocks.com     |
| 2015 | Pumped                                                                 | ukhotjocks.com     |
| 2015 | Yoshi Kawasaki Tied and Bound by Daniel James                          | ukhotjocks.com     |
| 2016 | Boynapped 52: Sling Addiction                                          | Twisted XXX Media  |
| 2016 | Nickie Gives Yoshi A Shower Of Cum                                     | blakemason.com     |
| 2016 | Perfect Lustful Pairing                                                | blakemason.com     |
| 2016 | Yoshi Gets His Arse Used by Titus                                      | boynapped.com      |
| 2017 | Cocks in Jocks                                                         | Blake Mason        |
| 2017 | Locker Jock 5                                                          | UK Hot Jockey      |
| 2018 | Destroying Yoshi's Hole                                                | bravofucker.com    |
| 2018 | Porn4PrEP                                                              | Porn4PrEP          |
| 2018 | Yoshi - Japanese Porn Star Destroyed by 2 Huge Raw Dicks               | bravofucker.com    |
| 2019 | Krashed                                                                | axelabysse.com     |
| 2019 | Monstercock Summit                                                     | MonsterCockLand    |
| 2019 | Yah-Jil's Bitch Boys                                                   | Staxus Productions |
| 2020 | BBlack Terror                                                          | pigboyruben.com    |
| 2020 | Deep Wrists with Yoshi Kawasaki                                        | peterfever.com     |
| 2020 | Kinky Bravo                                                            | Bravo Fucker       |
| 2020 | Tatted and Ready                                                       | peterfever.com     |
| 2022 | Exotic Orgy                                                            | rawfuckclub.com    |
| 2022 | Filled with Cum Three-Some (Rob Montana Viktor Rom and Yoshi Kawasaki) | rawfuckclub.com    |
| 2022 | Kawasaki Three Way                                                     | rawfuckclub.com    |
| 2022 | Streched Out Fisting                                                   | rawfuckclub.com    |
| 2022 | Voyeur                                                                 | rawfuckclub.com    |
| 2023 | Chirps (Fisting In The Forest)                                         | rawfuckclub.com    |
| 2023 | Give Me Your Fist                                                      | rawfuckclub.com    |
| 2023 | Open Invitation                                                        | rawfuckclub.com    |

## Premios y nominaciones
| Año  | Premios       | Categoría                    | Resultado | Ref.  |
| ---- | ------------- | ---------------------------- | --------- | ----- |
| 2021 | Grabby Awards | Mejor Actor Porno Fetichista | Ganador   | [ 5 ] |
| 2022 | Raven Awards  | Mejor Actor Porno Fetichista | Ganador   | [ 5 ] |
| 2023 | X-Awards      | Mejor Actor Porno Fetichista | Ganador   | [ 5 ] |